# Marcel Massot
Pour les articles homonymes, voir Massot.
Marcel Massot, né le 7 avril 1899 à la Motte-du-Caire (Basses-Alpes) et mort le 29 juin 1981 à Marseille, est un homme politique français du parti républicain, radical et radical-socialiste.

## Biographie
Issu d'une famille de petite bourgeoisie, fils de notaire, Marcel Massot étudie le droit à Grenoble, puis Paris, et s'inscrit au barreau de Paris en 1921.
En 1924, il est élu conseiller général des Basses-Alpes, dans le canton de La Motte-du-Caire, dont le sortant est son père, Martial. A 25 ans, Marcel Massot est le plus jeune conseiller général de France. Il est alors proche des radicaux.
En 1936, il se présente aux législatives, dans la circonscription de Digne, avec le soutien du Parti Radical. Il réussit à battre le sortant, le banquier Jacques Stern, ministre des colonies, avec 51,3 % des voix au second tour.
Membre du groupe radical, il est vice président de la commission de la législation civile et criminelle, en 1937. Son activité parlementaire est essentiellement consacrée aux questions juridiques, avec notamment un projet de loi sur les procédures de conciliation et d'arbitrage.
En juillet 1940, il vote en faveur de l'octroi des pleins pouvoirs à Philippe Pétain. Cependant, pendant l'occupation, il s'engage progressivement dans la résistance. A la libération, il est ainsi décoré de la Croix de guerre. Il reçoit plus tard la légion d'honneur.
Cette action lui permet, après la guerre, de reprendre une activité politique. En 1945, il retrouve son siège de conseiller général. Il est ensuite constamment réélu dans son canton.
En 1951, il prend la tête de la liste du Rassemblement des gauches républicaines dans les Basses-Alpes. Il développe un programme plus libéral et modéré que radical au sens du mendésisme montant. Il n'obtient que 16,8 % des voix, mais la victoire de l'apparentement avec le MRP et la SFIO lui permet d'être le second député du département, derrière Marcel-Edmond Naegelen (SFIO).
A l'assemblée, il participe à de nombreuses commissions ad hoc, ou représente les parlementaires dans des commissions externes. Il est aussi très actif sur les questions budgétaires, financières et commerciales.
Il suit aussi particulièrement la guerre d'Indochine. En 1952 et 1954, il effectue des missions sur place. Il est assez vite convaincu que la solution militaire est illusoire, tout comme de l'impossibilité d'un retrait unilatéral. Il préconise donc plusieurs méthodes : améliorer la situations des vietnamiens par une politique publique volontariste, obtenir un soutien international plus important, et discuter avec le Viet-Minh.
Sur les autres questions, il suit en général la position majoritaire des radicaux.
En 1956, il ne se représente pas aux élections. Mais, en 1962, il revient à l'assemblée nationale, où il siège au sein du groupe du Rassemblement démocratique. Réélu ensuite constamment, il participe à l'expérience de la FGDS, avant de rompre avec le parti radical pour créer le Mouvement des Radicaux de Gauche.
En 1978, il ne se représente pas aux législatives. Son fils, François Massot, lui succède comme député, avec la même étiquette politique (MRG). Il sera député jusqu'en 1993, avec une coupure entre 1986 et 1988.
Marcel Massot se consacre alors à son mandat de conseiller général, qu'il exerce jusqu'à sa mort, en juin 1981.